# Oakmont Country Club
De Oakmont Country Club is een countryclub in de Verenigde Staten. De club werd opgericht 1903 en bevindt zich in Oakmont, Pennsylvania. De club beschikt over een 18-holes golfbaan en werd ontworpen door de golfbaanarchitect Henry Fownes.

## Golftoernooien
Het eerste internationale golftoernooi dat de club ontving was het US Amateur Championship, in 1919. De volgende grote golftoernooien waren het PGA Championship en het US Open. De volgende decennia ontving de club meermaals verscheidene grote toernooien.
Voor het golftoernooi is de lengte van de baan 6634 m met een par van 70. 
- US Amateur Championship: 1919, 1925, 1938, 1969 & 2003
- PGA Championship: 1921, 1951 & 1978
- US Open: 1926, 1935, 1953, 1962, 1973, 1983, 1994, 2007 & 2016
- US Women's Open: 1992 & 2010

Baanrecord
Tijdens de vierde ronde van het US Open in 1973, zette golfprofessional Johnny Miller een baanrecord neer met 63 slagen.